# Cinema Padró
|  | Aquest article tracta sobre la sala de cinema barcelonina. Si cerqueu el «cinema Pedró» de Cornellà de Llobregat, vegeu «Orfeó Catalònia». |

El Cinema Padró estava ubicat al Carrer de la Cera, 31 de Barcelona. Anteriorment havia estat Teatre Ambigú Barcelonés i Palacio Parisién.
El 13 de desembre de 1897 va obrir les portes el petit teatre Ambigú Barcelonès. La primera obra que es va representar fou Militares y paisanos. El teatre va funcionar de forma continuada fins que l'octubre de 1904 va obrir sota el nom de Palacio Parisién. Aquest disposava d'un restaurant que arribà a prendre-li protagonisme al propi escenari.
El 16 de setembre de 1922 obrí les portes al mateix lloc, el Cinema Padró. El programa inaugural estava format per Entre llamas, El compañero nocturno de Torchy, El fracaso de los Apóstoles, Lasca i Melitón, principe y suegro.
Durant els anys trenta va programar en solitari o amb els cinemes Bohemia i el Kursaal.Va actuar com un cinema de barri més.
Entre els anys quaranta i seixanta, es van succeir en la direcció del local Carmen Gomáriz Sanchez, Mauricio Lebouchard i Montserrat Parés.
El 6 de desembre de 1977 s'inicià un nova etapa amb Pere Fages a la direcció. Es van estrenar pel·lícules com A Propósito de Pinochet, Continental Circus, Locos de desatar, La gran comilona i Sacco y Vanzetti, entre d'altres.
L'octubre de 1979 el Ministerio de Cultura va contractar la sala per fer-hi les projeccions de la Filmoteca Nacional de España i, posteriorment, de la Filmoteca de Catalunya fins al 1981.
Una nova etapa començà el 23 de desembre de 1983 amb Pep Ferrer i Pere Sánchez al capdavant d'un grup de sis persones que es van fer càrrec de la direcció del local. Aquests van reformar el local que va consistir en incloure una llibreria especialitzada en cinema al vestíbul del local i també en habilitar una zona per a un bar molt especial, El galliner. Tenia un aforament de 438 butaques. El programa inaugural estava format per l'estrena de Misterios i la reposició de Ratataplán de Maurizio Nichetti.
La sala va ser guardonada per RNE amb el Premi Sant Jordi pel contingut cultural de la seva programació.
El 22 de febrer de 1985 es va fer l'última projecció del cinema, Sin testigos de Nikita Mikhalkov.
A partir del 19 de març de 1985 la sala va començar a projectar tota mena de pel·lícules gratuïtament com a senyal de protesta davant la greu situació econòmica que estava passant la sala. El 18 d'abril del mateix any el local va ser confiscat degut a una ordre de desnonament.